# Tamara Platonovna Karsavina
Tamara Platonovna Karsavina (in russo Тамара Платоновна Карсавина?; San Pietroburgo, 10 marzo 1885 – Beaconsfield, 26 maggio 1978) è stata una ballerina russa.

## Biografia
Tamara Platonovna Karsavina nacque a San Pietroburgo nel 1885, figlia di Platon Konstantinovič Karsavin, ex allievo di Marius Petipa e maestro di balletto dell'Accademia Imperiale di Danza. Nonostante i suoi dubbi iniziali, Karsavin si occupò personalmente dell'educazione della figlia, che nel 1894 fu ammessa all'Accademia Imperiale di Danza. Lì trascorse gli otto anni successivi e si diplomò anzitempo per aiutare economicamente la famiglia dopo il licenziamento del padre.
Dopo aver respinto su insistenza della madre la proposta di matrimonio di Michel Fokine nel 1904, Karsavina sposò il burocrate Vasili Vasilievich Mukhin nel 1907. Nel 1918, un anno dopo il divorzio, si risposò con il diplomatico britannico Henry James Bruce, da cui ebbe il figlio Nikita. Morì a Beaconsfield nel 1978 all'età di 93 anni.

## Carriera
Pur non avendo ancora diciotto anni, nel 1902 fu scritturata dal Balletto Imperiale, di cui scalò rapidamente i ranghi danzando in tutti i maggiori ruoli coreografati da Petipa. In particolare, si fece apprezzare per le sue interpretazioni come Lise ne La Fille Mal Gardée, Medora ne Le Corsaire e della Zarina ne Il cavallino gobbo. Dal 1909 danzò regolarmente con i Ballets Russes di Sergej Pavlovič Djagilev a Parigi, danzando in occasione delle prime di celebri balletti quali Le Spectre de la rose, Petruška e L'uccello di fuoco (dopo che Anna Pavlova aveva rifiutato la parte). In questi anni non solo fece da musa a Michel Fokine, ma danzò regolarmente con Vaclav Nižinskij e Harold Turner. Nel 1918 si trasferì stabilmente a Parigi, dove continuò a danzare per Djagilev. Nel 1919 ottenne un altro grande successo con Il cappello a tre punte, in cui danzò nel ruolo della moglie del panettiere eseguendo le coreografie di Leonide Massine e indossando i costumi disegnati da Picasso. Con gli anni 20 le sue apparizioni con i Balletti Russi si diradarono – pur mantenendo il titolo di prima ballerina ospite – e nel 1924 fece il suo esordio sulle scene statunitensi danzando alla Carnegie Hall.
Nei primi anni 30 si trasferì a Londra, dove visse per anni nel quartiere di Hampstead. Prima del ritiro dalle scene nel 1933, danzò come artista ospite con il Ballet Rambert, diventando la prima interprete del ruolo di Venere nel Mercury di un giovane Frederick Ashton. Durante gli anni 1950 e 1960 lavorò con il Royal Ballet e lo Scottish Ballet in qualità di répétiteur e grande esperta dell'opera di Fokine e Petipa. In questa veste insegnò le coreografie originali de Le Spectre de la Rose a Margot Fonteyn e Rudol'f Nureev, assistendo Ashton nel 1959 in occasione di un nuovo allestimento de La Fille Mal Gardée. Per quanto le coreografie usate dal Royal Ballet siano quelle di Ashton, l'allestimento mantiene due scene con le coreografie di Petipa, insegnate alla compagnia da Kersavina: il mimo nella scena "When I'm Marrie" e la coreografia del "Pas de Ruban".

## Filmografia
- The Old Wives' Tale, regia di Denison Clift (1921)
- Der Hahn im Korb, regia di Georg Jacoby (1925)
- Wege zu Kraft und Schönheit - Ein Film über moderne Körperkultur, regia di Nicholas Kaufmann e Wilhelm Prager (1925)
- Hanseaten, regia di Gerhard Lamprecht (1925)
- For Art's Sake: The Story of Ballets Russes documentario TV, regia di Ross MacGibbon (2000)